# 耀花豆属
耀花豆属（学名：Clianthus）是蝶形花科下的一个属，为草本或攀援灌木植物。该属共有8种，分布于中印半岛、菲律宾和澳大利亚。